# Jasmineira crumenifera
Jasmineira crumenifera är en ringmaskart som beskrevs av Hartmann-Schröder 1986. Jasmineira crumenifera ingår i släktet Jasmineira och familjen Sabellidae. Inga underarter finns listade i Catalogue of Life.